# Malawicze Dolne
Malawicze Dolne – wieś w Polsce położona w województwie podlaskim, w powiecie sokólskim, w gminie Sokółka.
W latach 1975–1998 miejscowość administracyjnie należała do województwa białostockiego.
Objęta przez Radę Miejską w  Sokółce Planem Odnowy.
Wierni kościoła rzymskokatolickiego należą do parafii św. Antoniego Padewskiego w Sokółce.

## Obiekty zabytkowe
- drewniany wiatrak, 1935, nr rej.:379 z 29.09.1976[9].